# Euphorbia hunzikeri
Euphorbia hunzikeri es una especie fanerógama perteneciente a la familia de las euforbiáceas.  Es originaria de  Argentina.

## Taxonomía
Euphorbia hunzikeri fue descrita por Rosa Subils y publicado en Kurtziana 8: 71. 1975.
Etimología
Euphorbia: nombre genérico que deriva del médico griego del rey Juba II de Mauritania (52 a 50 a. C. - 23), Euphorbus, en su honor – o en alusión a su gran vientre –  ya que usaba médicamente Euphorbia resinifera. En 1753 Carlos Linneo asignó el nombre a todo el género.
hunzikeri: epíteto otorgado  en honor del  botánico argentino Armando Theodoro Hunziker (1919-2001), especialista de las solanáceas, editor de la revista Kurtziana y autor, entre otras, de la obra Genera Solanacearum.
Sinonimia
- Chamaesyce hunzikeri (Subils) Holub[5][6]